# Wydział Ekonomii i Finansów Uniwersytetu w Białymstoku
Wydział Ekonomii i Finansów Uniwersytetu w Białymstoku – jeden z piętnastu wydziałów Uniwersytetu w Białymstoku.

## Historia
Historia Wydziału jest nierozerwalnie związana z historią filii UW w Białymstoku, a następnie Uniwersytetu w Białymstoku. W latach 70. powstały Zakład Ekonomii Politycznej oraz Zakład Planowania białostockiej Filii Uniwersytetu Warszawskiego. W 1972 został utworzony Wydział Administracyjno-Ekonomiczny Filii UW, a jesienią 1979 roku w jego strukturze wyodrębniono dwa instytuty: Instytut Nauk Ekonomicznych i Instytut Prawno-Administracyjny. W 1987 roku Instytut Nauk Ekonomicznych przekształcono w Wydział Ekonomiczny przy filii Uniwersytetu Warszawskiego, który dalej kontynuował kształcenie w ramach powołanego w roku 1997 samodzielnego Uniwersytetu w Białymstoku.  W 2012 przekształcono dotychczasowy Wydział w Wydział Ekonomii i Zarządzania. Pierwszą siedzibą studentów ekonomii był budynek przy ul. Mickiewicza 1, od roku akademickiego 1983/1984 Instytut Nauk Ekonomicznych mieścił się przy ul Próchniaka 3. (dziś ul. Liniarskiego) 1 października 1985 roku został przeniesiony do budynku przy ul Warszawskiej 63. Ma tu swoją siedzibę do dzisiaj, z wyjątkiem 10 lat, gdy trwał remont tego budynku (lata akademickie 1987/88-1996/97), gdy przeniesiono wydział do budynku przy ul. Sosnowej 64 (wydzierżawionego od Politechniki Białostockiej, gdzie w latach od 1951 roku mieścił się Wydział Budowlany (od 1964 Wydział Budownictwa Lądowego).
Wydział Ekonomii i Finansów powstał 1 października 2019 roku w ramach przekształcenia z istniejącego Wydział Ekonomii i Zarządzania. Dziekanem Wydziału została prof. dr hab. Marzanna Poniatowicz.

## Kierunki kształcenia
Dostępne kierunki:
- Ekonomia (studia I i II stopnia)
- Ekobiznes (studia I stopnia)
- Ekonomiczno-Prawny (studia I i II stopnia)
- Międzynarodowe Stosunki Gospodarcze (studia I i II stopnia)
- Bezpieczeństwo informacji i ochrona danych osobowych (studia podyplomowe)
- Celno-Podatkowa i Logistyczna Obsługa Międzynarodowego Obrotu Towarowego (studia podyplomowe)
- Finanse i Rachunkowość Przedsiębiorstw (studia podyplomowe)
- Komunikacja i Public Relations (studia podyplomowe)
- Menedżerskie (studia podyplomowe)
- Rachunkowość i Audyt Wewnętrzny w Jednostkach Sektora Publicznego (studia podyplomowe)
- Statystyczna analiza danych społeczno-ekonomicznych (studia podyplomowe)
- Prawo pracy i ubezpieczeń społecznych (studia podyplomowe)
- Wyceny i Gospodarki Nieruchomościami (studia podyplomowe)
- Zarządzania Projektami Unii Europejskiej (studia podyplomowe)
- Zarządzanie w Jednostkach Samorządu Terytorialnego (studia podyplomowe)

## Struktura organizacyjna

### Katedra Ekonomii Politycznej
Kierownik: prof. dr hab. Robert Ciborowski
- Zakład Teorii Ekonomii
- Zakład Międzynarodowych Stosunków Gospodarczych
- Zakład Ekonomii Instytucjonalnej

### Katedra Finansów
Kierownik: prof. dr hab. Marzanna Poniatowicz
- Zakład Finansów Publicznych
- Zakład Finansów Samorządu Terytorialnego
- Zakład Finansów i Rachunkowości

### Katedra Nauk o Przedsiębiorstwie
Kierownik: prof. dr hab. Henryk Wnorowski
- Zakład Teorii Przedsiębiorstwa
- Zakład Metod Ilościowych

### Katedra Rozwoju Społeczno-Gospodarczego
Kierownik: prof. dr hab. Marek Proniewski
- Zakład Rozwoju Regionalnego i Polityki Gospodarczej
- Zakład Rozwoju Lokalnego i Gospodarki Przestrzennej
- Zakład Zrównoważonego Rozwoju

## Poczet dziekanów
1. prof. dr hab. Marzanna Poniatowicz (2019–2024)
2. prof. dr hab. Robert Ciborowski (od 2024)

## Władze Wydziału
W kadencji 2024–2028:
| Stanowisko                                                       | Imię i nazwisko                 |
| ---------------------------------------------------------------- | ------------------------------- |
| Dziekan                                                          | prof. dr hab. Robert Ciborowski |
| Prodziekan ds. rozwoju                                           | dr Aneta Kargol-Wasiluk         |
| Prodziekan ds. studenckich                                       | dr Anna Busłowska               |
| Prodziekan ds. współpracy instytucjonalnej i umiędzynarodowienia | dr Katarzyna Wierzbicka         |